# Zsolt Marton
Zsolt Marton  (n. 26 martie 1966, Budapesta, Republica Populară Ungară) este un episcop romano-catolic maghiar.